# دی‌هیدرومتیستیسین
دی‌هیدرومتیستیسین (به انگلیسی: Dihydromethysticin) با فرمول شیمیایی C۱۵H۱۶O۵ یک ترکیب شیمیایی با شناسه پاب‌کم ۸۸۳۰۸ است. که جرم مولی آن ۲۷۶٫۲۸ g/mol می‌باشد.